# Грак, Жюльен
Жюльен Грак (фр. Julien Gracq, собственно Луи Пуарье, фр. Louis Poirier, 27 июля 1910, Сен-Флоран-лё-Вьей, Мен и Луара — 22 декабря 2007, Анже) — французский писатель.

## Биография
Закончил в Париже престижный лицей Генриха IV. Затем учился географии и политическим наукам, публиковал труды по обеим специальностям. В 1935—1936 годах преподавал историю в Нанте. В 1935 году вступил в коммунистическую партию, начал учить русский язык в парижской Школе восточных языков (вышел из рядов партии после подписания Договора о ненападении между Германией и Советским Союзом). Дебютировал романом «Замок Арголь» (1939, под псевдонимом, который стал его постоянным писательским именем), получил восторженное письмо-отклик Андре Бретона. В 1939 году мобилизован, участвовал в боях при Дюнкерке, в 1940 году попал в плен, был интернирован в лагере в Силезии. В 1941 году вернулся домой, был демобилизован, преподавал в лицеях Анже и Амьена, в 1947—1970 годах — профессор истории и географии в лицее Клода Бернара в Париже. В 1951 году был удостоен Гонкуровской премии, от которой отказался.Много путешествовал.
Жил в родном городке на Луаре. После 1992 года новых книг не публиковал, хотя продолжал писать.

## Творчество
Автор нескольких романов («Сумрачный красавец», 1945; «Побережье Сирта», 1951) и повестей (собраны в книге «Полуостров», 1970), близких к поэтике сюрреализма (Грак — один из немногих, чья многолетняя дружба с Бретоном не была разрушена). Последний из авторов, признававший себя наследником сюрреалистов. Перевел драму Клейста «Пентесилея» (1954). С начала 1960-х годов предпочитал фрагментарную прозу в форме записных книжек и путевых записок.

## Произведения
- Au château d’Argol (1938)
- Un beau ténébreux (1945)

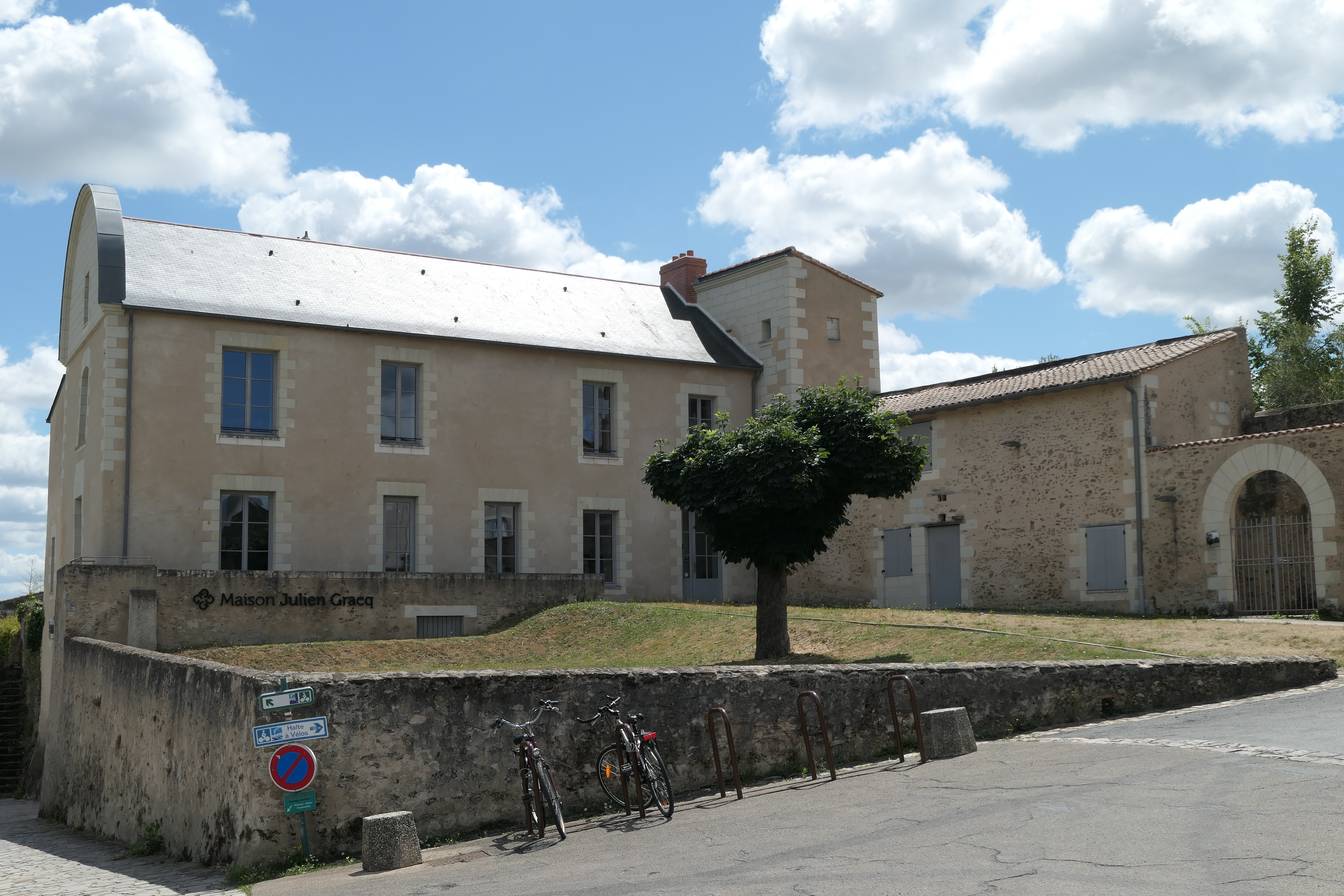
Дом-музей Жюльена Грака в Сен-Флоран-лё-Вьей

- Liberté grande, стихотворения в прозе (1946, переизд.с дополнениями 1958, 1969)
- André Breton, quelques aspects de l'écrivain, эссе (1948)
- Le Roi pêcheur, пьеса (1948)
- La Littérature à l’estomac, памфлет о литературных премиях (1950)
- Le Rivage des Syrtes (1951, Гонкуровская премия, от которой автор отказался)
- Prose pour l'étrangère, поэма (1952)
- Un balcon en forêt (1958, экранизация Мишеля Митрани 1979)
- Préférences, сборник эссе (1961)
- Lettrines I, записные книжки (1967)
- La Presqu'île, повести (1970)
- Lettrines II (1974)
- Les Eaux étroites, книга заметок (1976)
- En lisant, en écrivant, заметки читателя и писателя (1980)
- La Forme d’une ville, эссе о Нанте (1985)
- Autour des sept collines, заметки о Риме (1988)
- Carnets du grand chemin, заметки (1992)
- Entretiens, интервью 1970—2001 (2002)

## Сводные издания
- Œuvres complètes. Vol. 1-2. Paris: Gallimard, 1989, 1995 (Bibliothèque de la Pléiade)

## Публикации на русском языке
- Побережье Сирта. Балкон в лесу. М.: Прогресс, 1991; переизд.: М.: Терра, 1999. (Le Rivage des Syrtes и Un balcon en forêt).
- Андре Бретон: разные грани писателя // Иностранная литература. 1996. № 8.
- Сумрачный красавец. М.: Б.С.Г.-ПРЕСС, 2003.
- Замок Арголь. М.: ОГИ, 2005.
- Дорога / Пер. В. Лапицкого // Locus Solus. Антология литературного авангарда XX века. СПб: Амфора, 2006.